# Laurence Cole
Laurence Cole (* 3. Mai 1968 in Paignton) ist ein britischer Historiker.

## Leben
Nach dem Studium der Neueren Geschichte an der Universität Oxford (1990 B.A. in Modern History) und der Promotion 1995 (Province and patriotism. German national identity in Tirol in the years 1850–1914) am European University Institute war er Lektor an den Universitäten von London, Birmingham und East Anglia. Seit 2013 ist er Universitätsprofessor für österreichische Geschichte an der Universität Salzburg. Er ist Korrespondent der Fachzeitschrift Geschichte und Region/Storia e regione.
Seine Forschungsschwerpunkte sind Geschichte der Habsburgermonarchie, österreichische Sozial- und Kulturgeschichte, Regionalgeschichte, vergleichende Nationalismusforschung, Geschichte der Neuzeit in Europa und Geschichte Deutschlands und Italiens vom 18. bis zum 20. Jahrhundert.

## Schriften (Auswahl)
- Andreas Hofer, the social and cultural construction of a national myth in Tirol, 1809–1909. 1994.
- Fern von Europa? The peculiarities of Tirolian historiography. In: Zeitgeschichte 23 (1996), S. 181–204.
- „Für Gott, Kaiser und Vaterland“. Nationale Identität der deutschsprachigen Bevölkerung Tirols 1860–1914. Frankfurt am Main 2000, ISBN 3-593-36453-0.[1]
- Geteiltes Land und getrennte Erzählungen. Erinnerungskulturen des Ersten Weltkrieges in den Nachfolgeregionen des Kronlandes Tirol. In: Hannes Obermair u. a. (Hrsg.): Regionale Zivilgesellschaft in Bewegung – Cittadini innanzi tutto. Wien-Bozen: Folio Verlag 2012, ISBN 978-3-85256-618-4, S. 502–531.
- Military culture and popular patriotism in late imperial Austria. Oxford 2014, ISBN 978-0-19-967204-2.
- mit Rudolf Kučera, Hannes Leidinger und Ina Markova (Hrsg.): World War One veterans in Austria and Czechoslovakia. Göttingen 2020, ISBN 978-3-8471-1134-4.